# East Boldre
East Boldre est un village-rue et une paroisse civile situées près de Lymington, Hampshire, en Angleterre. 

## Vue d'ensemble
East Boldre est entouré par la New Forest et fait partie du  district de New Forest.
L'église paroissiale anglicane est dédiée à saint Paul, une chapelle baptiste a été fondée en 1810. 
Un pub local traditionnel, The Turfcutters Arms et un bureau de poste sont implantés dans le village. 
La paroisse comprend le hameau voisin d'East End.

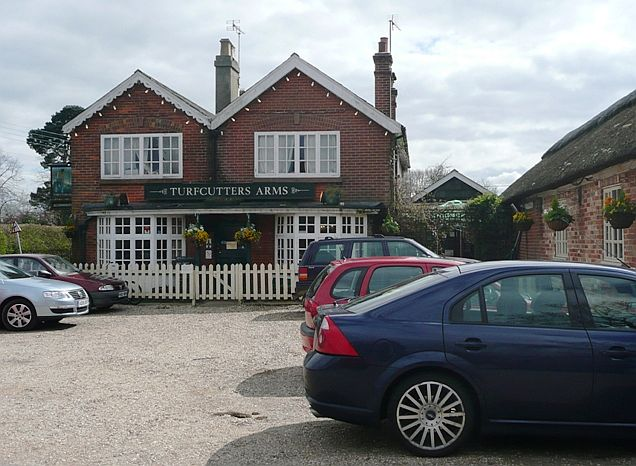
Turfcutters Arms.
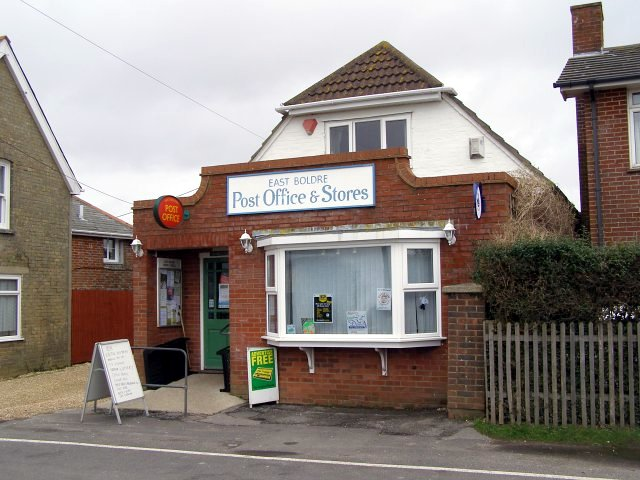
Bureau de poste et commerce local.
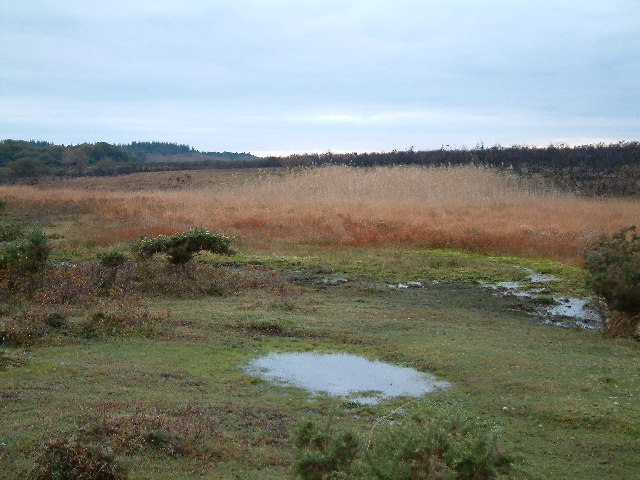
Zone de marais à Shipton Bottom.
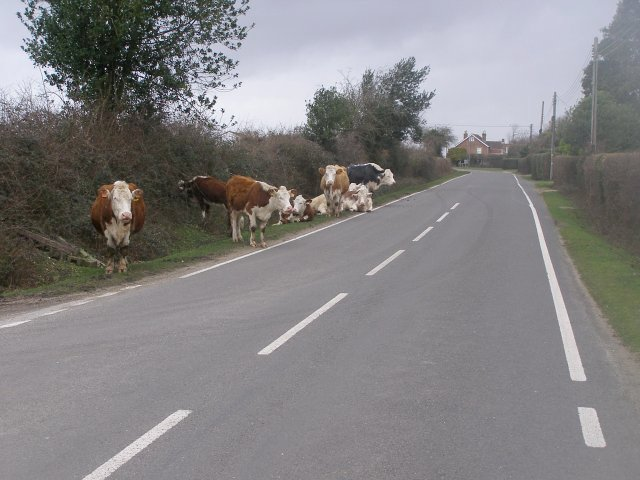
Bétail en liberté, au bord de la route.

## Histoire
La zone est habitée depuis les temps préhistoriques. Plus de trente barrows de l'Âge du bronze sont répertoriés dans la paroisse.
Le village d'East Boldre était à l'origine un hameau. Il était connu sous le nom de Beaulieu Rails du fait que la colonie avait grandi le long des balustrades en bois délimitant la limite ouest du manoir et de la paroisse de Beaulieu.
Dans un rapport parlementaire publié en 1834, les habitants étaient « pour la plupart des passeurs et des voleurs de cerfs ».
Une église baptiste est fondée en 1810.
L'église anglicane Saint-Paul a été construite en 1839. Elle a été restaurée, le chœur a été ajouté en 1891.
La paroisse ecclésiastique d'East Boldre a été créée en 1840,.
Il y avait 650 habitants en 1871.
La salle communale a été construite en 1917.
En 1929, la paroisse civile d'East Boldre est créée à partir de la paroisse de Boldre.
Un aérodrome a été construit à East Boldre en 1910. Une école de pilotage a fonctionné pendant deux ans avant que l'aérodrome ne soit reconverti en terrain de pâturage. En 1914, l'un des hangars de l'aérodrome est repris par le Royal Flying Corps et, en 1915, la demande de pilotes pour la Première Guerre mondiale est si forte qu'une école de formation appelée RFC Beaulieu est construite. Le 24 octobre 1917, un avion britannique endommage accidentellement le bureau de poste du village d'East Boldre. Pendant six mois, les personnes âgées sont obligées de vivre sous des bâches dans la maison, tout en effectuant les transactions postales.
Le camp ferme en 1919.
En 1942, pendant la Seconde Guerre mondiale, un aérodrome à trois pistes, RAF Beaulieu (en), a été construit de l’autre côté de la route. Il a été utilisé à la fois par la Royal Air Force et par les United States Army Air Forces. Après la guerre, les forces aéroportées (AFEE) se sont installées sur le terrain de la RAF Beaulieu et ont utilisé l'ancien aérodrome comme zone de parachutage jusqu'en septembre 1950.
Le site est alors négligé et le ministère de l'Air l'abandonne en 1959. Aujourd'hui, des modèles réduits d'aéronefs volent sur le site, sur une base radaptée.
Le réalisateur Ken Russell et sa quatrième épouse Elize ont vécu dans une chaumière à East Boldre. Le 3 avril 2006, la maison subit un incendie qui détruit la plupart de leurs biens et surtout une grande partie de l'équipement de tournage de Russell. Ils déménagent alors à Lymington, à proximité,.